# Estación Las Toscas (Santa Fe)
Las Toscas era una estación de ferrocarril ubicada en las afueras de la ciudad de Las Toscas, provincia de Santa Fe, Argentina.

## Servicios
No presta servicios de pasajeros, ni de cargas. Sus vías correspondían al Ramal F14 del Ferrocarril General Belgrano.